# Димитров, Добрин Дмитриевич
Добрин Димитров Добрев (болг. Добрин Димитров Добрев; 29 июня 1923 — 6 января 2018) — участник Великой Отечественной войны, младший лейтенант РККА и генерал-лейтенант Болгарской Народной армии.

## Биография
Родился 29 июня 1923 года в Сливене.
Отец Димитр Димитров – участник первой мировой войны был приговорён к смерти за революционную деятельность и участие в восстании в Сливенском крае в отряде Владимира Зографова – «Филипа», и был вынужден перейти на нелегальное положение а летом 1925 года эмигрировать через Турцию в СССР.
Мать несколько раз арестовывала полиция за коммунистические убеждения и оказание помощи отцу и другим коммунистам, а после того, как отец перешёл на нелегальное положение и выехал в СССР, обыски в доме и угрозы со стороны полицейских участились.
В конце 1925 года, получив письмо от отца, мать вместе с ребенком под предлогом того, что будет учиться в медицинском институте, выехала в Германию, откуда эмигрировала в СССР.
В СССР отец стал командиром РККА и был направлен на учёбу в военно-техническую академию РККА в Ленинград (в которой учился вместе с болгарскими политэмигрантами Иваном Михайловым и Живко Крычмарским, вместе с которыми был принят в ВКП(б), членом которой являлся 20 лет, до возвращения в Болгарию в 1945 году).
Д. Димитров в Ленинграде учился в школе и был принят в пионеры.
Осенью 1933 года семья Димитровых переехала в город Котовск Тамбовской области, его отец был назначен начальником смены на заводе № 204, мать стала работать лаборанткой в химической лаборатории этого же завода. Вскоре родители узнали, что в Тамбове живут другие болгарские политэмигранты (авиаторы Захари Захариев, Кирил Кирилов, Борис Ганев и др.) и познакомились с ними и их семьями.
В Котовске занимался спортом - играл в юношеской, а позднее в сборной команде города по футболу и хоккею, участвовал в областных и республиканских соревнованиях, выполнил нормы на «Готов к труду и обороне» и «Ворошиловский стрелок».
В 1940 году окончил Тамбовский авиаклуб и готовился поступить в военно-авиационное училище, чтобы стать лётчиком.
Школу окончил 21 июня 1941 года. В первые дни войны вместе с одноклассниками несколько раз обращался в военкомат с просьбой зачислить добровольцем в действующую армию, но получили отказ, поскольку 1923 год в то время не призывали.
В сентябре 1941 года вместе с четырьмя другими комсомольцами из Котовска Д. Димитров был вызван на собеседование в Тамбовский областной комитет ВЛКСМ, на котором им предложили начать подготовку для участия в партизанской борьбе на оккупированной территории СССР.
В начале января 1942 года вместе с другими кандидатами был направлен в Москву и после собеседования в ЦК ВЛКСМ продолжили обучение в спецшколе (находившейся в здании Высшей партийной школы на Миусской площади и здании артиллерийского училища в районе станции метро «Сокол»). В программу обучения входили стрелковая подготовка, топография, минно-подрывное дело, тактика действий в тылу противника, изучение трофейного оружия, основы ведения разведки и использования средств связи.
В конце февраля 1942 года обучение закончилось и Димитров был включён в состав группы из восьми человек (командиром которой был назначен Владимир Карасев, а комиссаром – сам Д. Димитров), подготовленной для действий на территории Витебской области БССР.
В начале апреля 1942 года группа прибыла в штаб одной из армий Западного фронта в районе города Усвяты, где их ознакомили с обстановкой за линией фронта, назвали партизанское соединение, в состав которого направлена группа, уточнили поставленные перед группой задачи и объяснили, каким образом будет выполнен переход через линию фронта.
На следующую ночь группа с грузом (мины, тротил, боеприпасы), погруженным на конные телеги, в сопровождении нескольких бойцов армейской разведки и прибывших для связи из штаба бригады партизан перешла линию фронта через «Суражские ворота» и оказалась в расположении 1-й Белорусской партизанской бригады (командир – М. Ф. Шмырёв, комиссар Р. Кредо).
Через несколько дней после перехода через фронт, после ознакомления с обстановкой в районе действий бригады, группа провела первую боевую операцию по минированию шоссе Витебск – Сураж, в результате операции были уничтожены 4 грузовика с боеприпасами и 30 немецких солдат и офицеров.
2 мая 1942 года группа заминировала подступы к району расположения бригады на участке, где немцы пытались проникнуть в партизанскую зону, в результате операции был уничтожен немецкий отряд из 17 военнослужащих (обер-лейтенант и 16 солдат).
14 мая 1942 совместно с другими партизанами соединения группа участвовала в атаке на железнодорожную станцию Городок (имевшей важное значение для функционирования магистрали Витебск – Великие Луки - Ленинград), на которой находились большие немецкие склады горючего и зерна и достаточно слабая охрана. В результате операции подорвался на минах немецкий эшелон с боеприпасами, были сожжены находившиеся на складах 700 тонн авиабензина и 1200 тонн зерновых продуктов и продовольствия, в состав партизанского соединения были включены четыре ранее работавших на станции подпольщика.
В начале июня 1942 года группа получила приказ БШПД о перебазировании в 3-ю Белорусскую партизанскую бригаду «Смерть фашизму», командиром которой был В. В. Мельников, а комиссаром И. Ф. Кореневский. Вместе с другими партизанами группа совершила переход к новому району действий (на расстоянии 250-300 км от прежнего). Во время движения группа пересекла железнодорожную линию и шоссе, форсировала Западную Двину, по пути к месту назначения уничтожила несколько полицейских постов и участков в селах и населенных пунктах на маршруте, сожгли в нескольких управах списки, по которым жители должны были сдавать молоко, масло, яйца и другие продукты для оккупационных властей. Кроме того, были сожжены несколько складов фашистской пропагандистской литературы и материалов, подготовленных оккупационными властями для распространения среди населения.
В зоне действий партизанской бригады Мельникова проходили две важные железнодорожные магистрали: Молодечно – Полоцк и Полоцк – Витебск и значительное количество дорог, по которым перемещались немецкие войска.
В это время началось немецкое летнее наступление на Воронеж и бригаде была поставлена задача дезорганизовывать военные перевозки к линии фронта, активно уничтожать грузы и живую силу противника, направляющуюся к линии фронта. Условия для диверсионной деятельности были благоприятными, и в этот период времени группа осуществила на железных дорогах несколько успешных операций. В результате одной операции был подорван эшелон из 22 вагонов с лётчиками и авиатехниками люфтваффе, ехавшими на фронт, в результате другой диверсии был разрушен мост на одном из участком железнодорожной линии Молодечно – Полоцк, что остановило движение по дороге почти на неделю.
Всего за девять месяцев действий за линией фронта группа организовала крушение 14 эшелонов.
В конце июля 1942 года группа была отозвана из партизанской бригады Мельникова в Белорусский штаб партизанского движения, после отчёта в Москве о результатах деятельности за линией фронта личный состав получил 15 дней отпуска в Котовске и Тамбовской области.
После этого личный состав группы был переформирован (в связи с назначением В. Карасева на должность комиссара партизанского отряда под командованием Гурко из состава бригады М. Ф. Шмырёва, командиром группы стал Николай Плеханов, в состав группы были включены четыре новых бойца), затем получил новое снаряжение и вооружение (в частности, новые автоматы ППШ, винтовки с глушителями и магнитные мины) и снова направлен через линию фронта на соединение с партизанской бригадой Мельникова.
Поскольку обстановка за линией фронта резко осложнилась, путь до бригады был труднее и дольше. В результате карательных операций гитлеровцам удалось потеснить партизан из занятых и контролируемых ими районов в Витебской области, восточнее Западной Двины и по железнодорожной линии Полоцк – Витебск и вынудить их перейти к маневренным действиям. В бригаде С. М. Короткина собралось много «транзитных» отделений и групп специального назначения, они ждали удобного момента для передвижения на запад, но данные об обстановке за Западной Двиной были противоречивыми и непроверенными.
Группе была поставлена задача разведать маршруты и обстановку за рекой, связаться с бригадой Мельникова. За четверо суток поставленная задача была выполнена - группа пересекла линию железной дороги и шоссе Витебск – Полоцк, форсировала Западную Двину, установила связь с бригадой Мельникова и передала по радио сведения об обстановке командованию. На следующий день группа была включена в состав бригады Мельникова и направлена на усиление партизанского отряда под командованием Борейко, который находился в семи километрах от железной дороги Молодечно – Полоцк. Группа прибыла в отряд во время боя партизан с немецким карательным батальоном, наступавшим со стороны станции Фариново и по приказу командования бригады была немедленно направлена для организации засады против одной из наступавших частей противника. Во время установки мин на шоссе партизаны были замечены немецким разведывательным дозором, который осматривал местность перед движением главных сил, вступила с ним в бой, но попала под винтовочно-пулемётный и миномётный обстрел развернувшихся в боевой порядок главных сил батальона и была вынуждена отступить, чтобы не попасть в окружение. Тем не менее, на установленных группой минах подорвались несколько немецких солдат, что замедлило продвижение сил противника.
В дальнейшем, до 7 ноября 1942 года личный состав группы провел ещё шесть диверсий, в результате которых были подорваны пять железнодорожных эшелонов.
В течение зимы и весны 1943 года группа взорвала два железнодорожных моста, подорвала ещё несколько эшелонов с живой силой и техникой, обучила подрывному делу около 60 партизан, а также провела разведку района Белыничи – Бобриничи.
В марте 1943 года запасы минно-взрывных материалов и боеприпасы группы были израсходованы, и в связи с невозможностью доставить необходимый для продолжения действий груз самолётом группа получила приказ БШПД о возвращении через линию фронта. В течение двух недель группа двигалась к фронту, несколько раз вступая в бои с подразделениями противника, ночью с боем совершила прорыв через линию фронта и вышла в расположение советских войск в районе «Суражских ворот» (к этому времени уже блокированных немецкими войсками).
После доклада в БШПД группа получила приказ прибыть в город Торопец, откуда через два дня была переправлена в Москву для вручения наград (орденами и медалями был награждён весь состав группы, при этом командиру группы Н. Плеханову и комиссару группы Д. Димитрову награждение произвёл в Кремлёвском дворце съездов лично М. И. Калинин).
После этого группа была расформирована, шесть человек (в том числе, Д. Димитров) были направлены в распоряжение командования ВВС РККА, остальные были переданы в распоряжение БШПД и ЦК КП(б)Б и направлены на административную и комсомольскую работу.
Димитров был направлен на учебу сначала в авиационное училище в Телави, затем в Тамбовское военно-авиационное училище, которое окончил в ноябре 1944 года в звании младшего лейтенанта и получил направление в запасной авиационный полк в Тирасполе, однако перед отъездом к месту службы был отозван в распоряжение Управления кадров ВВС РККА в Москве, где Д. Димитрову сообщили, что по просьбе Загранбюро ЦК БКП его отправляют в Болгарию.
11 апреля 1945 он вылетел из Москвы и 12 апреля 1945 прибыл в Софию. При оформлении документов для прохождения службы в Болгарской Народной армии была допущена ошибка и в удостоверении личности имя Д. Димитрова записали под фамилией «Добрев».
Служил в Пловдиве в качестве инструктора, занимался обучением болгарских лётчиков штурмовой авиации на Ил-2, а осенью 1947 года поступил в Военную академию имени Г. С. Раковского. После окончания академии в 1950 году был назначен начальником оперативного отдела штаба ВВС, а в 1951 году – командиром 5-й штурмовой авиационной дивизии (в то время получившей на вооружение первые Ил-10).
В 1953 году был направлен на учёбу в Академию Генерального штаба Советской Армии в Москве, которую окончил в 1955 году с золотой медалью, после чего был снова назначен на работу в штаб ВВС, а в 1957 году стал командиром истребительной авиадивизии (к этому времени получившей на вооружение реактивные МиГ-15 и МиГ-17).
В 1958 году занял должность заместителя командующего ПВО и ВВС Болгарии, а летом 1959 года стал командующим ПВО и ВВС.
В 1963 году был направлен на работу в штаб Объединённых вооружённых сил ОВД в Москву, где работал на протяжении девяти лет - сначала в качестве представителя Генерального штаба БНА, а затем в качестве заместителя начальника штаба Объединённых вооружённых сил ОВД.
В 1972 году вернулся в Болгарию и стал заместителем начальника Генерального штаба БНА и секретарём Государственного комитета обороны Болгарии.
В 1977 году был назначен на должность заместителя начальника гражданской обороны НРБ.

## Семья
Жена и дочь.

## Государственные награды и почётные звания
- награждён несколькими советскими орденами и медалями[1], а также болгарскими государственными наградами
- почётный гражданин города Витебска с 21 апреля 1988 года[3]